# Crawler-transporter

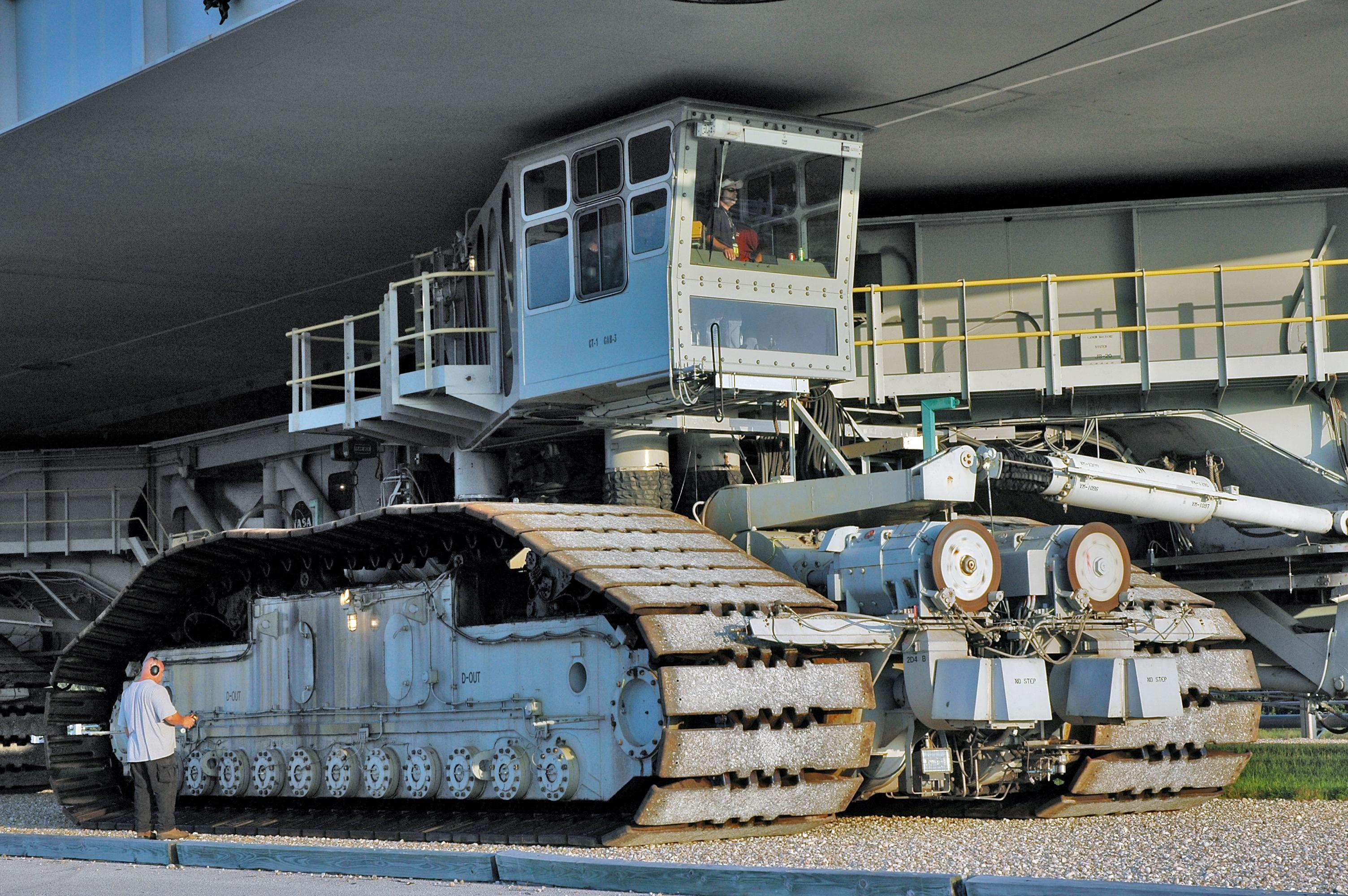
Förarkabinen och ett av de åtta larvdäcken.

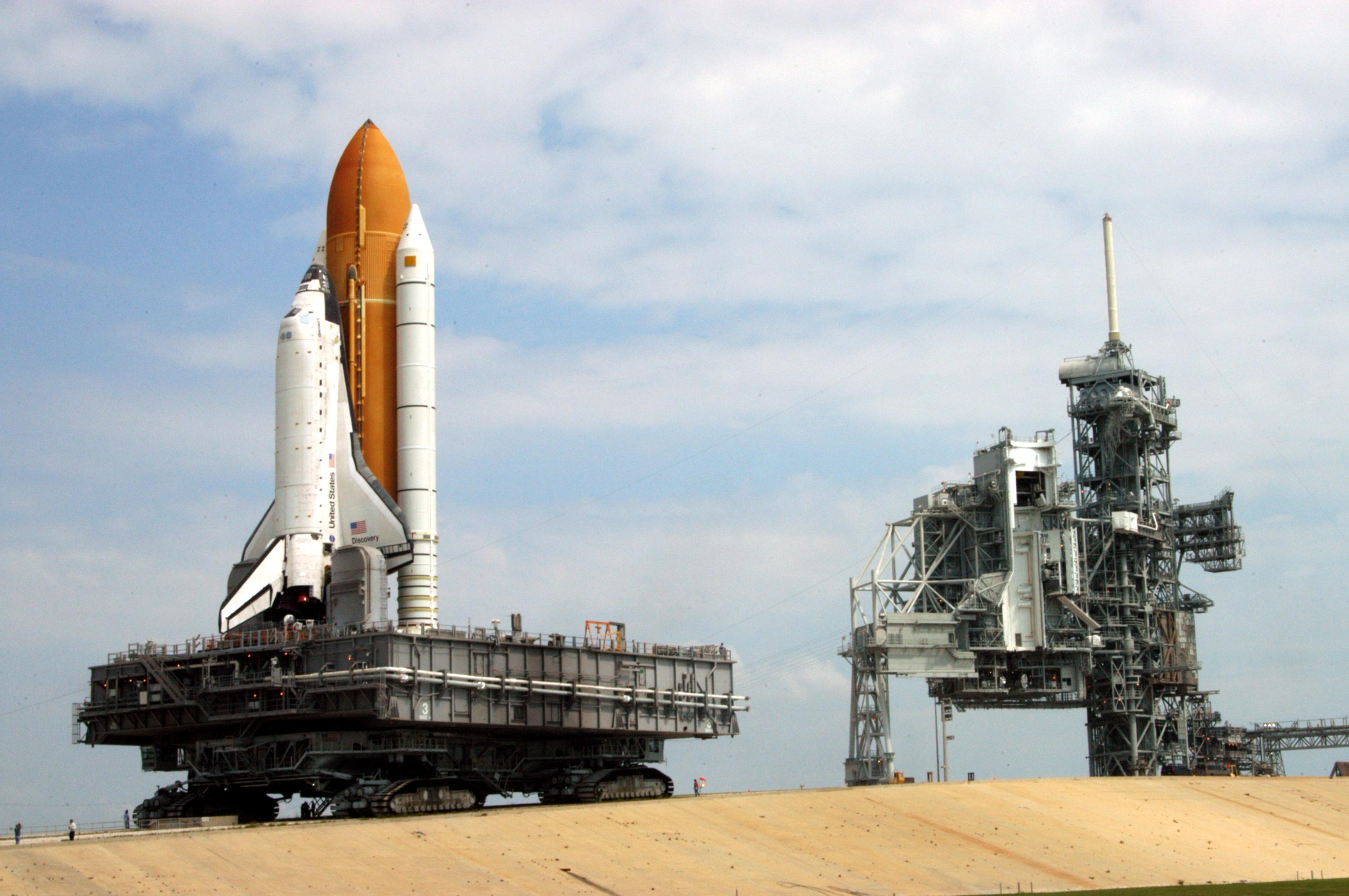
Crawler-transportern på väg med rymdfärjan Discovery till startplatta 39B vid Kennedy Space Center i Florida.

Crawler-transporter eller Missile Crawler Transporter Facilities är NASAs transportfordon av raketer och rymdfärjor. De är två till antalet och byggdes på 1960-talet för att transportera Saturn V-raketerna till startrampen under Apolloprogrammet. De har dessutom använts under Skylab, Apollo-Sojuz-testprojektet samt under projektet med rymdfärjan.
En av dem användes även vid testet av Ares I-X för det numera nerlagda Constellationprogrammet. 
Dom används även som transportmedel för Space Launch System raketen. 
Fordonen, som kostade 14 miljoner dollar styck, var när de byggdes de största landgående fordonen på jorden. Denna titel har nu övertagits av den tyska grävmaskinen Bagger 288. Nasas fordon är dock fortfarande de största landgående fordon som driver sig själva.

## Specifikationer
Varje ”crawler” väger 2400 ton och går på 8 larvband. Varje larvband är uppbyggt av 57 ”skor” (metallplattor) som var och en väger 900 kg. Fordonet är 40 meter långt och 35 meter brett och höjden upp till plattformen är variabel mellan 6,1 och 7,9 meter. Plattformen kan lutas på så sätt att raketen eller rymdfärjan som transporteras alltid står plant. Detta är nödvändigt då vägen mellan byggnaden där raketerna konstrueras och underhålls samt startrampen lutar något. Det finns dessutom ett inbyggt lasersystem som gör att crawlern kan parkera inom en centimeter från var man vill ha den.
Fordonet har ett diesel-elektriskt framdrivningssystem. Två dieselmotorer på tillsammans 5500 hästkrafter driver via elgeneratorer 16 elmotorer. Bränsleförbrukningen är 350 liter per km och tanken rymmer 19 000 liter.
På grund av den ofantliga storleken på både fordonet och lasten samt den enorma kostnad det blir om något går snett är maxhastigheten 3,2 km/h olastad och 1,6 km/h med last. Den genomsnittliga tiden det tar att transportera raketerna till startrampen är fem timmar. Den går på en specialväg belagd med en speciell typ av sten som förekommer i floder i Alabama och Tennessee. Under de år som de varit i drift har de färdats ungefär 4000 km.